# 雨の宮古墳群

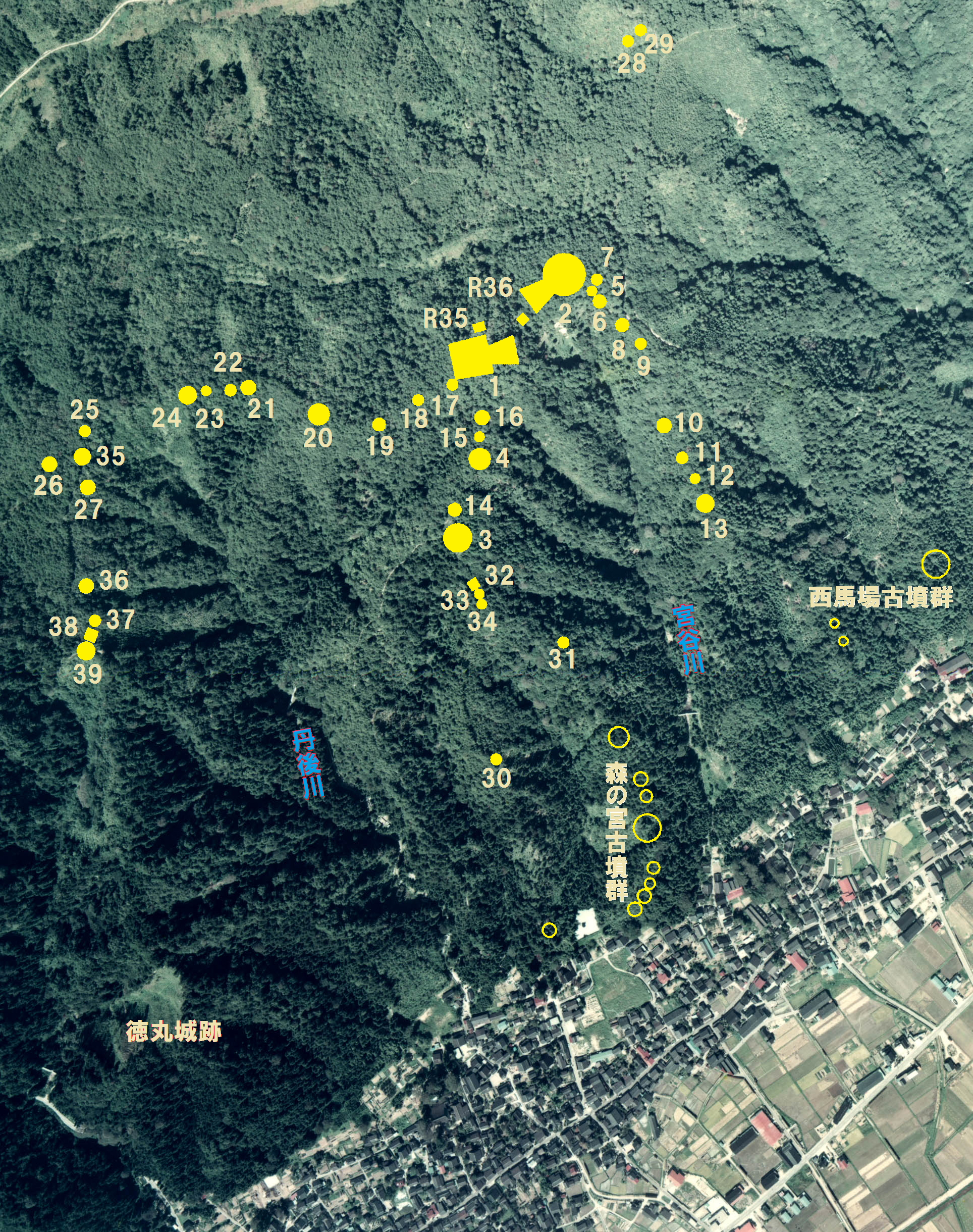
古墳群分布図（空中写真に重ね合せ、1975年）。

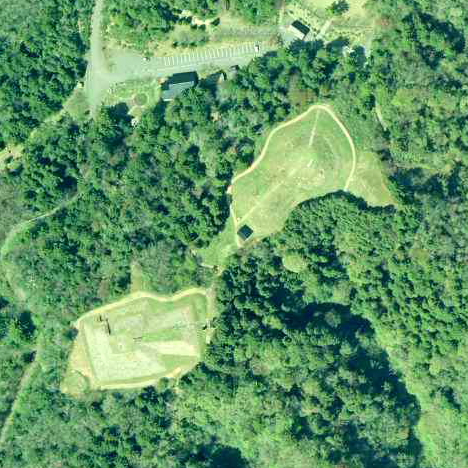
古墳群主要部の空中写真（2009年）。

雨の宮古墳群（あめのみやこふんぐん）は、能登半島中央部、石川県鹿島郡中能登町にある古墳の集まりをいう。国の史跡に指定されている。
1号墳（前方後方墳）、2号墳（前方後円墳）を中心として、眉丈山山中に約40基の群を形成している。1号墳墳頂には国土地理院の三等三角点（雨宮山と命名）があり、標高187.95メートルを測る。この墳頂部は通称、雷ヶ峰（らいがみね）とも呼ばれる。1号墳・2号墳は眺望に優れ、七尾湾・石動山系・邑知潟地溝帯・日本海を一望できる。
1号墳・2号墳は、雌雄両亀の潜む所で、天日陰比咩神の御陵といわれていた。1号墳の前方部にはかつて天日陰比咩神社（俗に雨の宮という）の社殿が建てられていた。天日陰比咩神社は延喜式の神名帳に記載されているが、その式内社がそのまま現存の神社に相当するかは断定できない（中能登町二宮にも同名の神社がある）。また1号墳後方部墳頂にはかつて相撲の土俵が設けられ、奉納相撲が行われていた。

## 構成内容
『石川県遺跡地図』・『石川考古学研究会々誌』と旧鹿西町・中能登町作成の資料に古墳の総数・構成内容に食い違いがある。旧鹿西町・中能登町作成の資料には36基の古墳があるとしているが、その36基の具体的構成を明示していない。本項では便宜上、『雨の宮古墳群の調査』石川考古学研究会々誌』記載分を母体とし、『史跡雨の宮古墳群』記載でナンバリングが重複している古墳をR○○号墳と記述する。
なお付近にある森の宮古墳群・西馬場古墳群は、『石川考古学研究会々誌』で雨の宮古墳群の支群扱いとされているが、本項では触れない。
- 前方後方墳1基
- 前方後円墳1基
- 円墳36基
- 方墳2基
- 方台形？1基

| 名称    | 墳形         | 径（辺）(m) | 高さ(m)  | 備考                                    |
| ------- | ------------ | ----------- | -------- | --------------------------------------- |
| 1号墳   | 前方後方墳   |             |          | 規模は本文参照                          |
| 2号墳   | 前方後円墳   |             |          | 規模は本文参照                          |
| 3号墳   | 円墳         | 30          | 4.5      | 通称愛宕塚                              |
| 4号墳   | 円墳         | 20          | 2.5      | 墳央部に攪乱穴あり                      |
| 5号墳   | 円墳         | 13          | 2        | 5～7号墳連結形状                        |
| 6号墳   | 円墳         | 12.5        | 1.5～2   | 5～7号墳連結形状                        |
| 7号墳   | 円墳         | 8           | 2        | 5～7号墳連結形状                        |
| 8号墳   | 円墳         | 12          | 1.5      |                                         |
| 9号墳   | 円墳         | 10          | 1.5      | やや不整形、自然隆起の可能性あり        |
| 10号墳  | 円墳         | 14          | 1.8      |                                         |
| 11号墳  | 円墳         | 12          | 1.5      |                                         |
| 12号墳  | 円墳         | 8           | 1.5      | やや不整形、自然隆起の可能性あり        |
| 13号墳  | 円墳         | 17          | 2.8      |                                         |
| 14号墳  | 円墳         | 10          | 1.0      |                                         |
| 15号墳  | 円墳         | 6           | 0.8      | 低墳丘、自然隆起の可能性あり            |
| 16号墳  | 円墳         | 8           | 1.0      | 墳央部に山道が横切る                    |
| 17号墳  | 円墳         | 16          | 1.5      | 石室                                    |
| 18号墳  | 円墳         | 不明        | 不明     | 裾のみを残存                            |
| 19号墳  | 円墳         | 不明        | 不明     | 裾のみを残存                            |
| 20号墳  | 円墳         | 22          | 2.2      | 低墳丘、座布団状を呈する                |
| 21号墳  | 円墳         | 12          | 1.5      | やや不整形、自然隆起の可能性あり        |
| 22号墳  | 円墳         | 13          | 1.8      | 平野側のみ整形                          |
| 23号墳  | 円墳         | 11          | 2.0      | 平野側のみ整形                          |
| 24号墳  | 円墳         | 18          | 2.5      | 平野側のみ整形                          |
| 25号墳  | 円墳         | 不明        | 不明     | 裾のみを残存                            |
| 26号墳  | 円墳         | 20          | 2.5～3   | 墳丘の大半を失う                        |
| 27号墳  | 円墳         | 15          | 1        | 方台状を呈する。方墳か                  |
| 28号墳  | 円墳         | 12          | 1.2      | 群よりやや離れる。自然隆起の可能性あり  |
| 29号墳  | 円墳         | 12          | 1.2      | 群よりやや離れる。自然隆起の可能性あり  |
| 30号墳  | 円墳         | 10          | 1.2      | 群よりやや離れる。自然隆起の可能性あり  |
| 31号墳  | 円墳         | 12          | 2        | 群よりやや離れる。自然隆起の可能性あり  |
| 32号墳  | 長円（長方） | 9.0×14.0    | 1.3～1.0 | 低墳丘                                  |
| 33号墳  | 円墳         | 7.0         | 0.5～0.0 | 低墳丘                                  |
| 34号墳  | 円墳         | 9.0         | 1.0～0.0 | 低墳丘                                  |
| 35号墳  | 円墳         | 21          | 2.0～1.0 | 林道で西側破壊                          |
| 36号墳  | 円墳         | 7.0         | 0.5      | 林道で西側破壊                          |
| 37号墳  | 円墳         | 10.0        | 0.5      | 低墳丘                                  |
| 38号墳  | 方墳         | 8.5×10.0    | 0.5      | 低墳丘                                  |
| 39号墳  | 円墳         | 13.0        | 2.5～1.0 | 小径により南側破壊                      |
| R35号墳 | 方台？       | 10～5       | 0.5      | 1号墳築造時の残丘か。古墳と確定できず   |
| R36号墳 | 方           | 11          | 0.5      | 盛土、鉄製品、玉類 祭祀遺跡の可能性あり |

## 主な古墳

### 1号墳
1990年代に墳丘表面の全面発掘と、第1埋葬施設の発掘調査を実施。

#### 墳丘

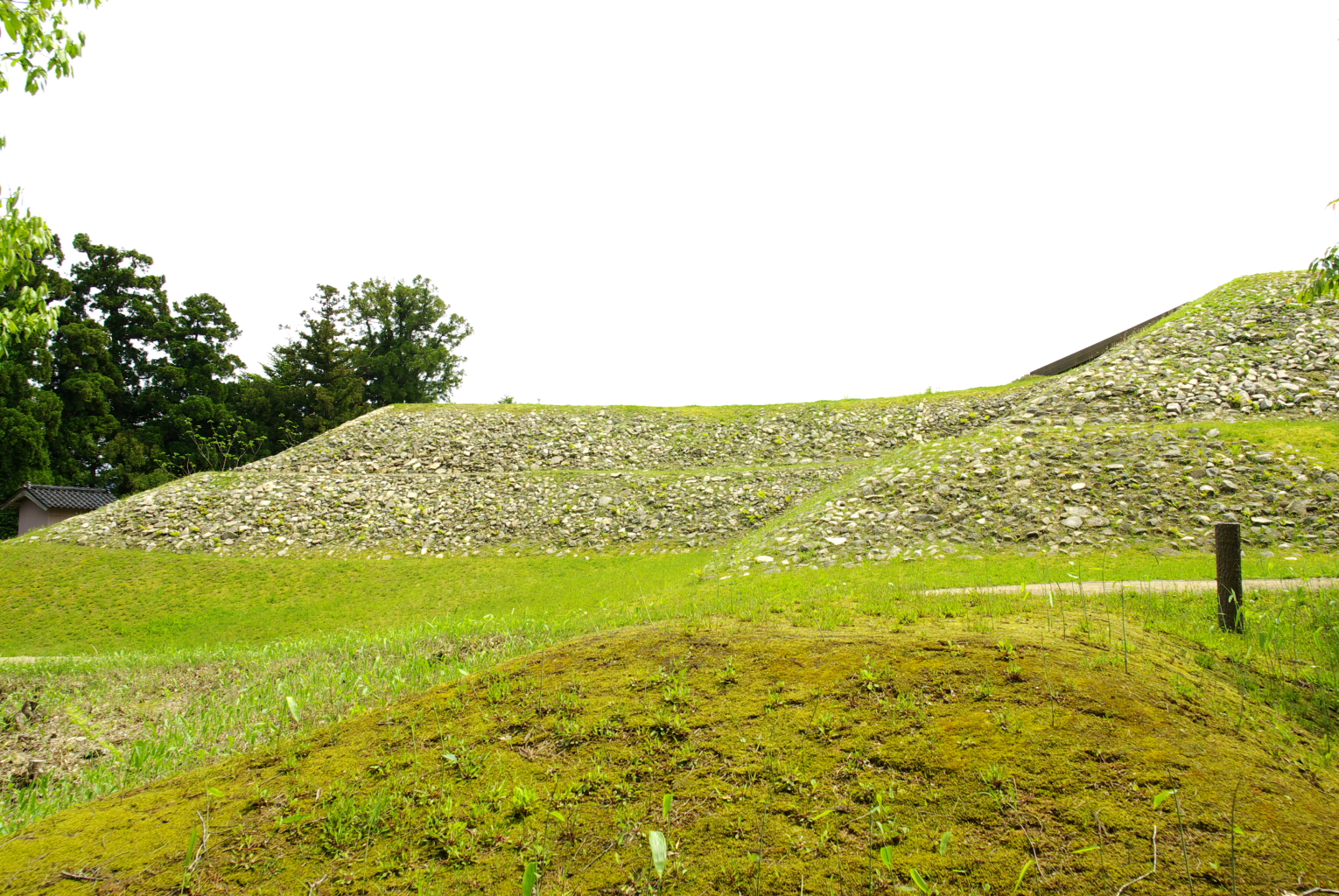
北側から見た1号墳の前方部。2010年。

古墳群内の最高所、雷ヶ峰に位置する前方後方墳。全長64メートル、後方部幅43.6メートル、前方部幅31メートル、後方部高さ8.5メートルを測る。
なお、『雨の宮古墳群の調査』以前の文献では、全長70メートルと記載されていた。1990年代の発掘調査直前の現地表に対する測量（1991年、航空写真測量による）でも全長69メートルを測っていた。しかしながら1992年以降の発掘調査で、葺石が葺かれている範囲が確定し、「葺石が施されている範囲がすなわち墳丘である」といった新たな理解がこの古墳に与えられた。この理解では、葺石が葺かれていない部分は「葺石基底を揃えるための基台」とし、「墳丘外施設」であるとしている。この結果従来の理解に対し、特に前方部の形状が大きく削られる結果となった。
墳丘全体は、墳丘西側に築造可能なスペースを残しながらも、あえて前方部も後方部も尾根南東端ぎりぎりに迫った形の占地である。
墳丘は地山を削り出し、谷部には土を補って整形している。整形時の盛土には2種類の土を交互に突き固めた版築技法や、土に風化崩壊した花崗岩の粒を混ぜ込んだ材料などを使用している。
葺石が葺かれている範囲は2段築成で、中段のテラスがほぼ水平に墳丘を全周する。

#### 葺石
発掘調査時の葺石の残存状況は良好。石材は最大径が40-60センチメートル、20-30センチメートル、10センチメートル前後の3種類を使用。
基本的な葺き方は、墳丘の下段の裾石には40-60センチメートルのものを、墳丘上段の葺石裾および区画石列には20-30センチメートルのものを使用し、区画の中を20-30センチメートルおよび10センチメートル前後の石材で充填する方法である。
以上の3種類の葺石とは別格に、直径1メートル前後の不整円形の大型岩石2個を、くびれ部に近い後方部上段中位に嵌め込んでいる。
使用石材の60%は片麻岩類、22%が珪質岩、15%が花崗岩類、1.6%が輝石安山岩類、残りいずれも1%未満で石灰岩類、火砕岩類、結晶質石灰岩、デイサイトが続く。
これらのうち、主たる片麻岩類、珪質岩、花崗岩類、火砕岩類、結晶質石灰岩の5種は、古墳群がある眉丈山一帯に分布する新第三紀中新世の礫岩層や火砕岩類から洗い出された礫が古墳付近の谷川に散在し、それらを採石したらしい。輝石安山岩は、古墳群から離れた志賀町・灘浦地域の海岸の漂礫や原岩を採石したらしい。デイサイトは、能登半島北部に分布する新第三紀中新世前期の穴水累層内のものを採石したらしい。

#### 埋葬施設

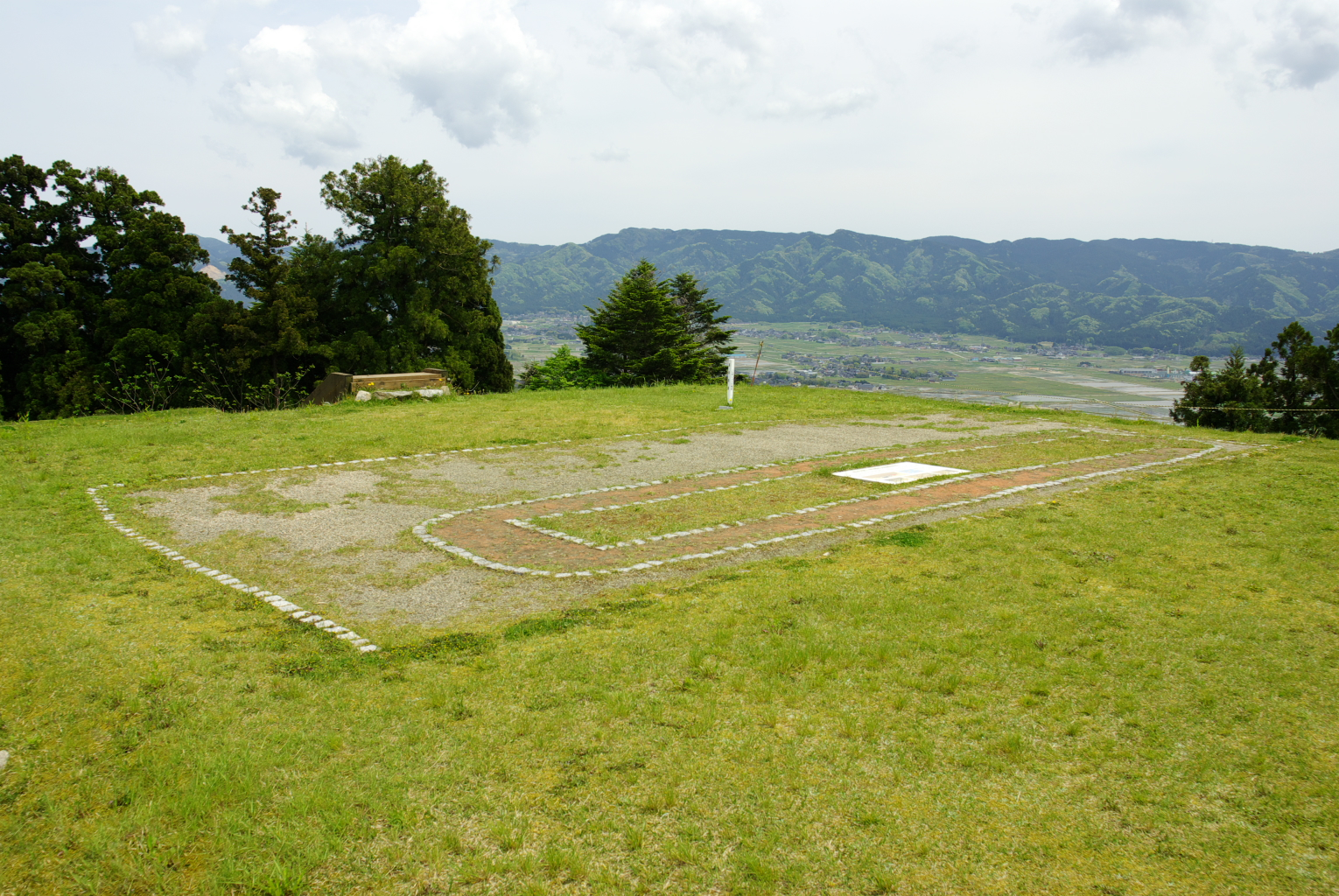
1号墳墳頂部に設けられた埋葬施設の標識。2010年。

埋葬施設は後方部頂平坦面に2基確認。後方部頂平坦面のほぼ中央に位置する第1埋葬施設と、その西側に位置する第2埋葬施設であり、埋葬順序は第1埋葬施設が先行。
- 第1埋葬施設

第1埋葬施設に伴う墓壙は、一旦墳頂部まで墳丘を作り上げた後に掘り込んだ掘り込み墓壙である。その規模は南北8.6メートル、東西4.5メートル以上、深さ1.2メートル前後。
第1埋葬施設は粘土槨であり、全長7.2メートル、幅2メートル、割竹形木棺を内蔵する。割竹形木棺は長さ6.2メートル、幅80センチメートルである。墓壙底よりさらに70センチメートル掘り込んで設置。割竹形木棺の小口には、蓋・身ともに縄掛突起があった。
また縄掛突起の位置から棺身が深く、棺蓋が薄い構造と考えている。
副葬品の位置から、棺内は3つの区画に仕切られていたと推定。
粘土槨の被覆粘土外面には、丸太状の道具によると考えられる叩き締めの痕跡が残る。
第1埋葬施設中央に直径2.5メートル、現墳頂面（整備前）より1.8メートルの深さにおよぶ盗掘穴があり、棺内の一部にも及ぶ。
- 第2埋葬施設

第2埋葬施設に伴う墓壙は、南北10メートル以上、東西4.5メートル以上で、第1埋葬施設より大きい。
墓壙上層部を検出、一部のトレンチ発掘以外は内部未発掘、木棺直葬を想定。
なお、前方部に社殿を作るため前方部を削平した際、安山岩質板石を小口積に築いた竪穴式石室の一部が露呈し、前方部にも埋葬施設があるとしていたが、1990年代の発掘調査では検出できなかった。

#### 棺内副葬品
第1埋葬施設の割竹形木棺内の3つの区画から遺物が出土。
- 北区画
  - 石製品類（車輪石・石釧）
  - 武器類（大刀、剣、短剣）
  - 鉄製農工具類（斧、鍬、鋤、鋸、ヤリガンナ、鎌、針？、錐？、鑿？）
  - 漆製品（錣、肩甲、冑）？
  - その他（半円形不明鉄製品、方頭形鉄鏃形鉄製品）
- 中央区画（被葬者付近）
  - 銅鏡（倭製神獣鏡）
  - 石製品（車輪石、石釧、琴柱形石製品、管玉）
  - 武器類（剣）
- 南区画
  - 武器類（大刀、短剣、銅鏃、大型鉄鏃、鉄鏃、矢柄の漆（本矧）、矢柄の漆（末矧もしくは筈巻））
  - 武具類（方形板革綴短甲、持ち盾）
  - その他（赤色顔料（水銀朱の塊））

車輪石・石釧を合わせて19個出土し、畿内を除けば突出した数という。銅鏃は52本出土し、すべて柳葉形。
銅鏡は直径17センチメートル、半円方格帯を持つ。ほぼ完形。鏡面の一部に平織りの絹の織物片が付着。また鏡の下から腐朽した木片が出土。被葬者の頭部東側に位置。
また前期古墳での方形板革綴短甲の出土例は全国的にも少ない。

#### 出土土器
土器片が下記個体分、墳丘上から出土。
後方部西裾とくびれ部で二重口縁壺2個体、後方部南裾から集中出土した中型直口壺1個体、小型丸底鉢4個体、甕1個体、手捏土器1個体、高坏15個体以上、壺底部7個体。摩滅が著しい細片がほとんどである。

#### 築造年代
『史跡雨の宮古墳群』では古墳時代前期を4期に分ける考えに従い、3期後半から4期初め頃と結論付けている。その根拠は下記考察によっている。
- 銅鏃から：4期区分の3期。定型化した柳葉形のみからなり、天理市東大寺山古墳、桜井市メスリ山古墳、京都市妙見山古墳の類例から。
- 方形板革綴短甲から：4期区分の3期-4期。同形式の短甲を出土した古墳は、4期区分の3期を中心とし、2期-4期に位置づけられている。1号墳のものは初現的なものでなく、やや新しい様相を示す。
- 土器から：銅鏃や方形板革綴短甲の年代観と齟齬をきたすものではない。北陸の土器編年でいう、「高畠式」に後続、「宮地式」に先行する。他地域との並行関係では、畿内では寺沢編年[13]の「布留3式」あるいは「布留4式」の古段階に相当。東海では赤塚編年[14]の「松河戸Ⅰ式」に相当する。

### 2号墳

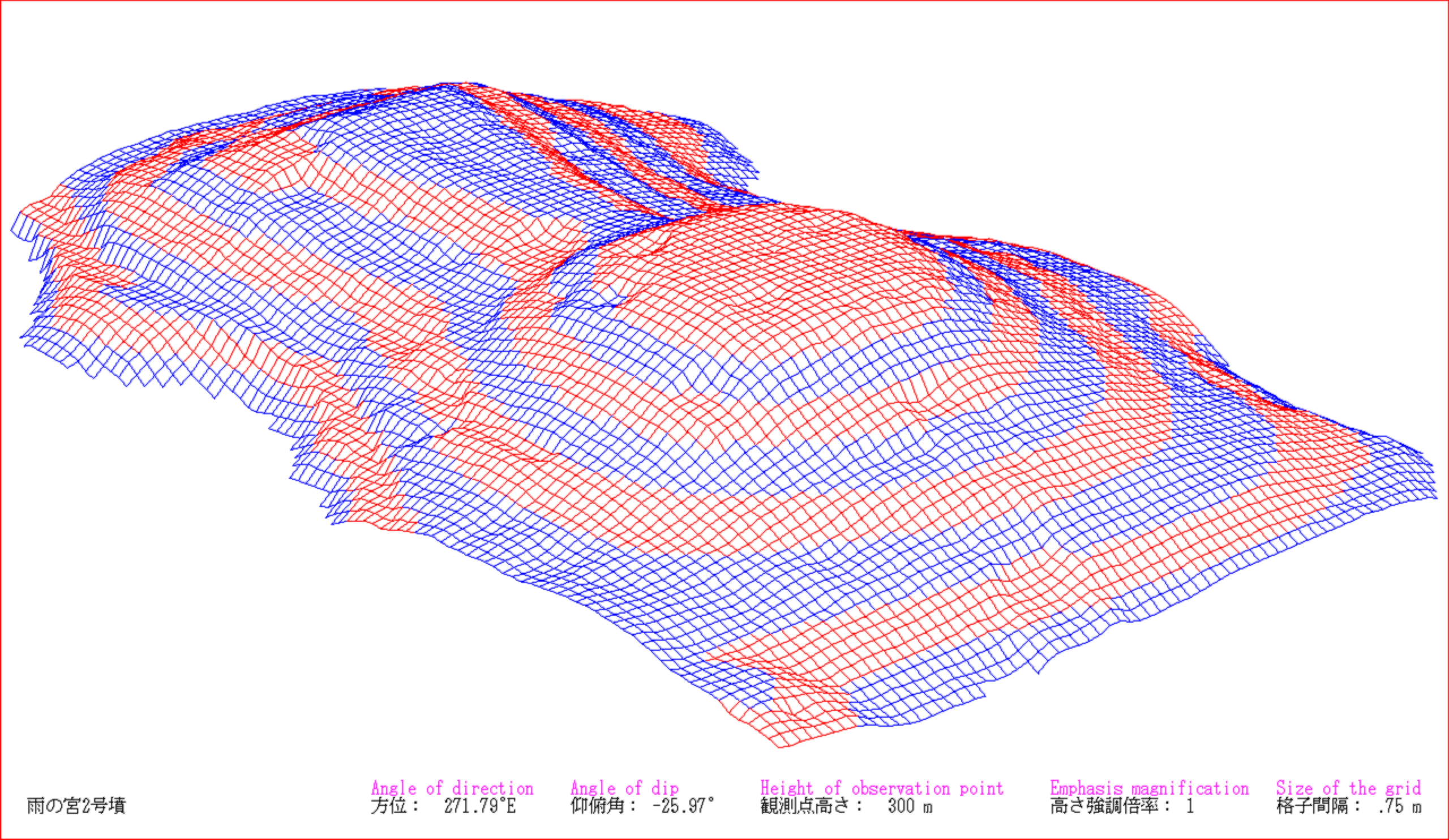
3DCGで描画した2号墳
手前の隆起は7号墳

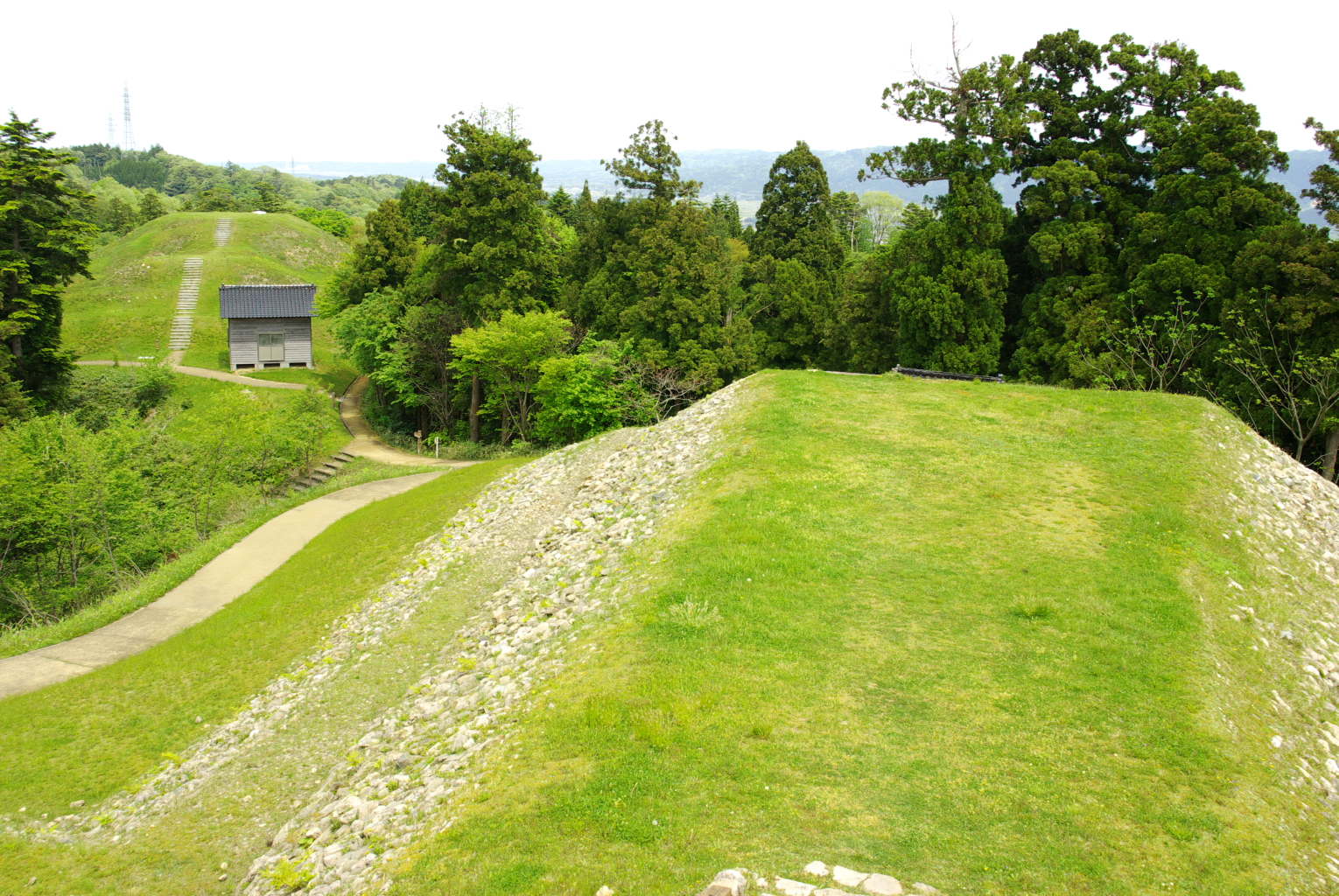
1号墳墳頂からみた1号墳前方部と2号墳（写真左上）。2010年。

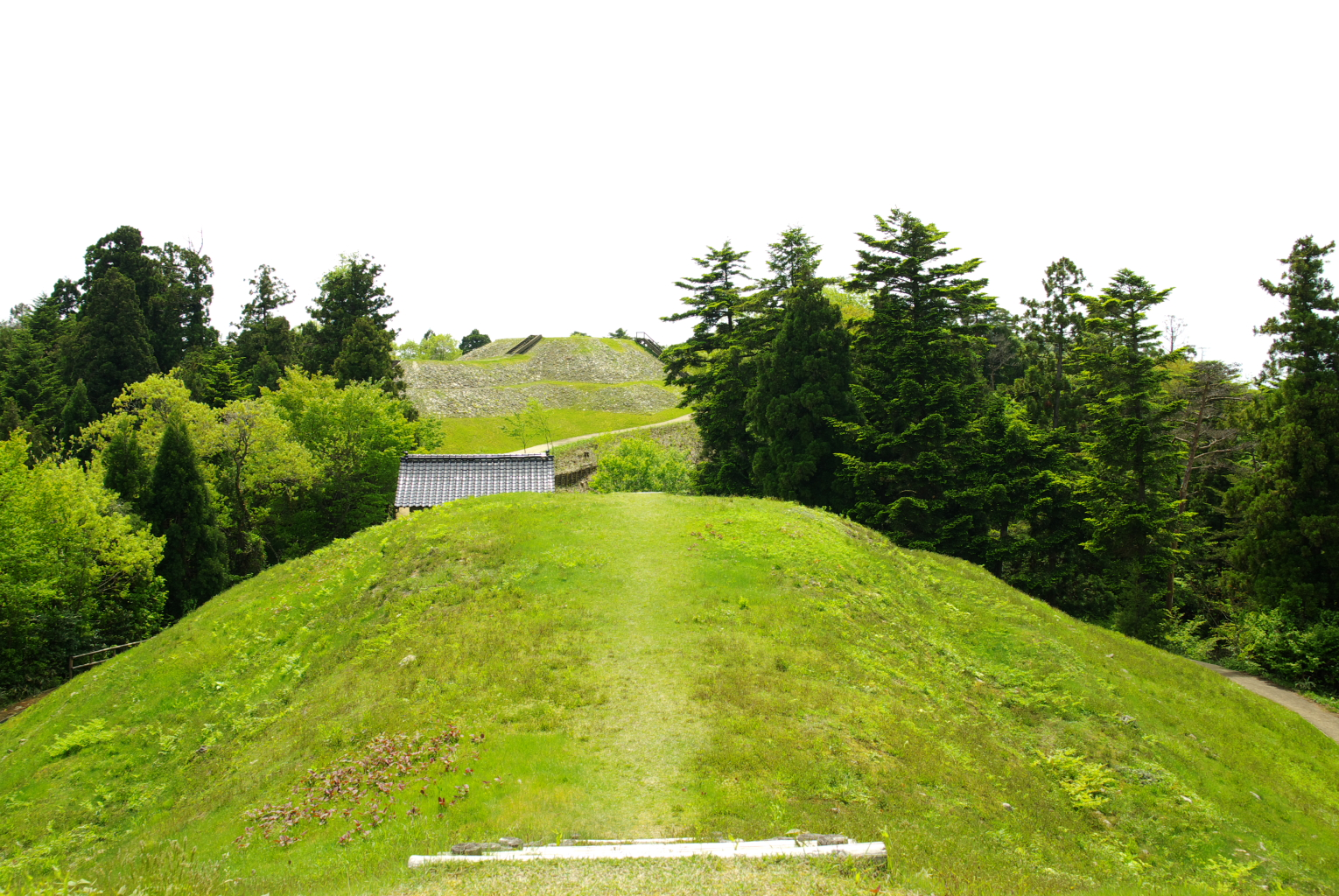
2号墳墳頂からみた2号墳前方部と1号墳。2010年。

1990年代に葺石範囲確認のための8か所のトレンチ発掘を実施。

#### 墳丘
1号墳の北東方に位置し、1号墳との比高4.5メートル（墳頂部どうしの比較）で低く、前方部を1号墳に向けた形をなす。
全長65.5メートル、後円部径42メートル、前方部前端幅28メートル、くびれ部幅25.5メートルを測る。
1号墳と同様に、『雨の宮古墳群の調査』以前の文献では、全長70メートルと記載されていた。1990年代の発掘調査直前の現地表に対する測量（1991年、航空写真測量による）では全長72-74メートルを測っていた。しかしながら1号墳と同じく「葺石が施されている範囲がすなわち墳丘である」という理解のもと、修正したのが上記の値である。
葺石が葺かれている範囲は2段築成で、中段のテラスがほぼ水平に墳丘を全周する。前方部前面に3段目の段が作られているがこれ以外に3段目は確認できず。
葺石より下層は調査していないため、墳丘の構造等は不明。

#### 葺石
後円部・前方部とも明瞭な裾石を確認。葺石石材の大きさは1号墳と同様らしい。しかしながら前方部前面の裾石・葺石は、後円部のそれより小さな石が多いようである。

#### 埋葬施設
後円部墳頂に目立った乱れはなく、盗掘を受けていない可能性が高い。
南北方向に軸を持つ粘土槨または木棺直葬を想定。（整備事業の一端で設置した解説板のための床掘りの際に黒いシミのような層を確認。埋葬施設の陥没による黒色土の可能性がある）。

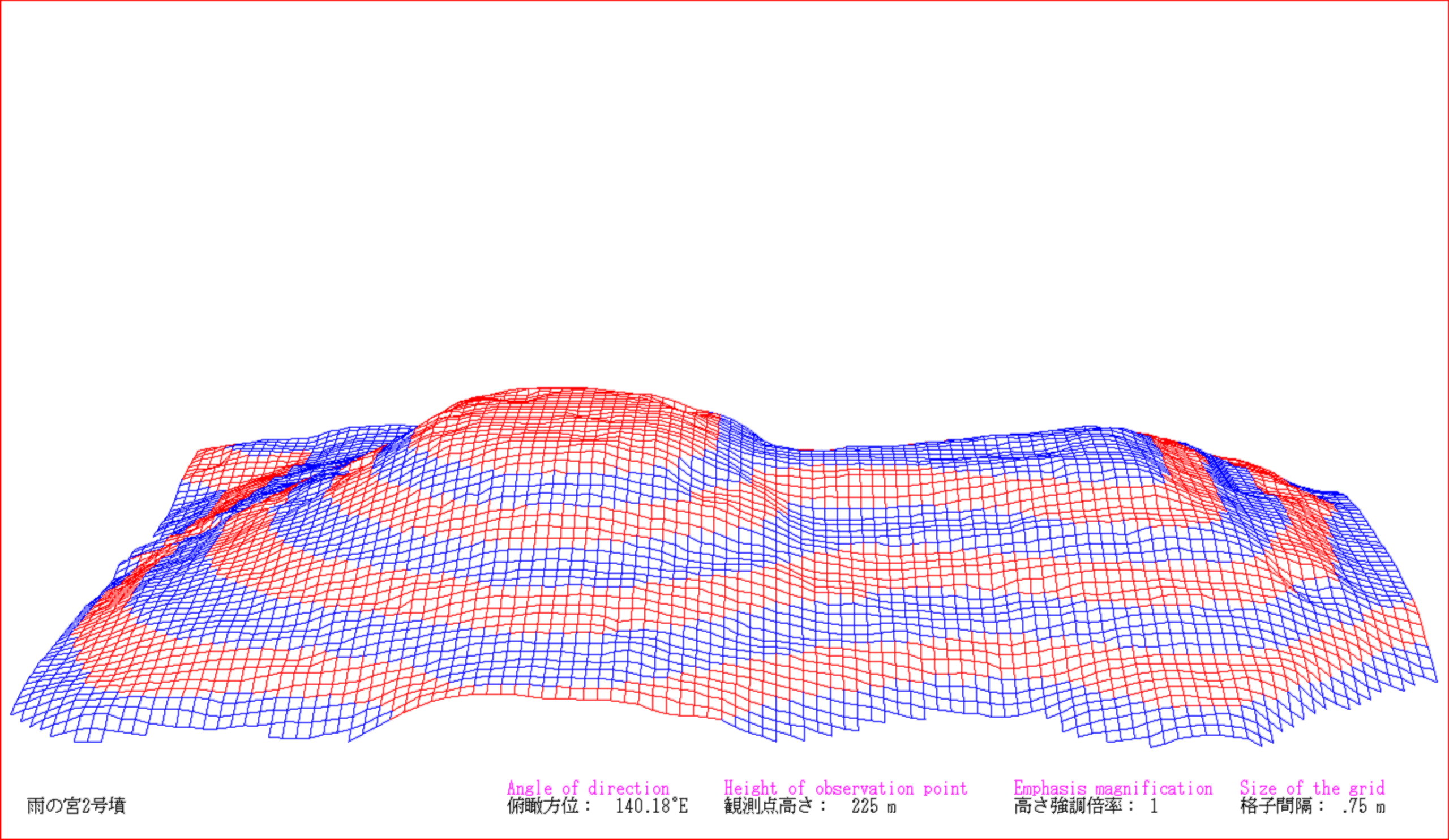
3DCGで描画。北西方向から見る
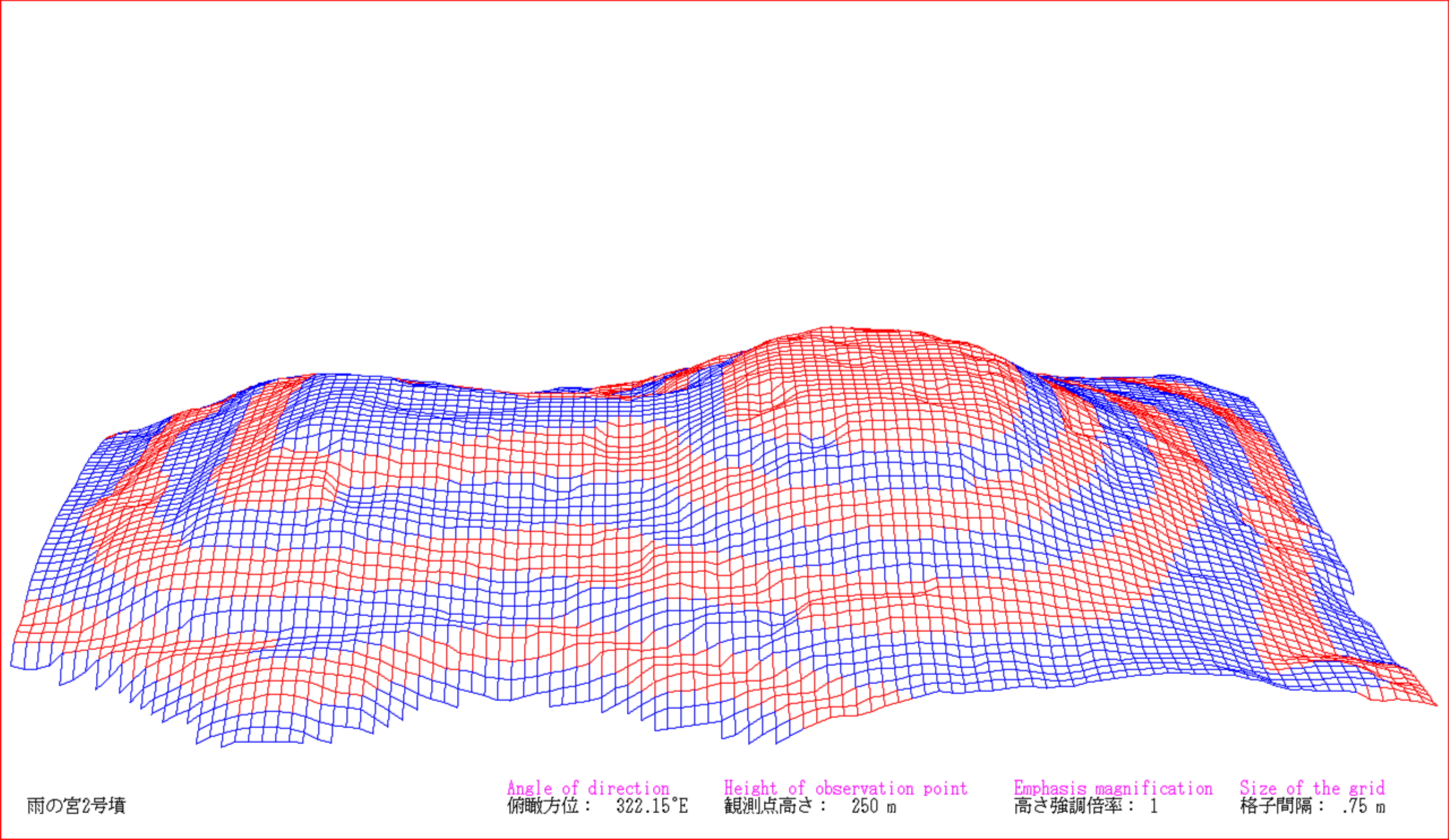
3DCGで描画。南東方向から見る
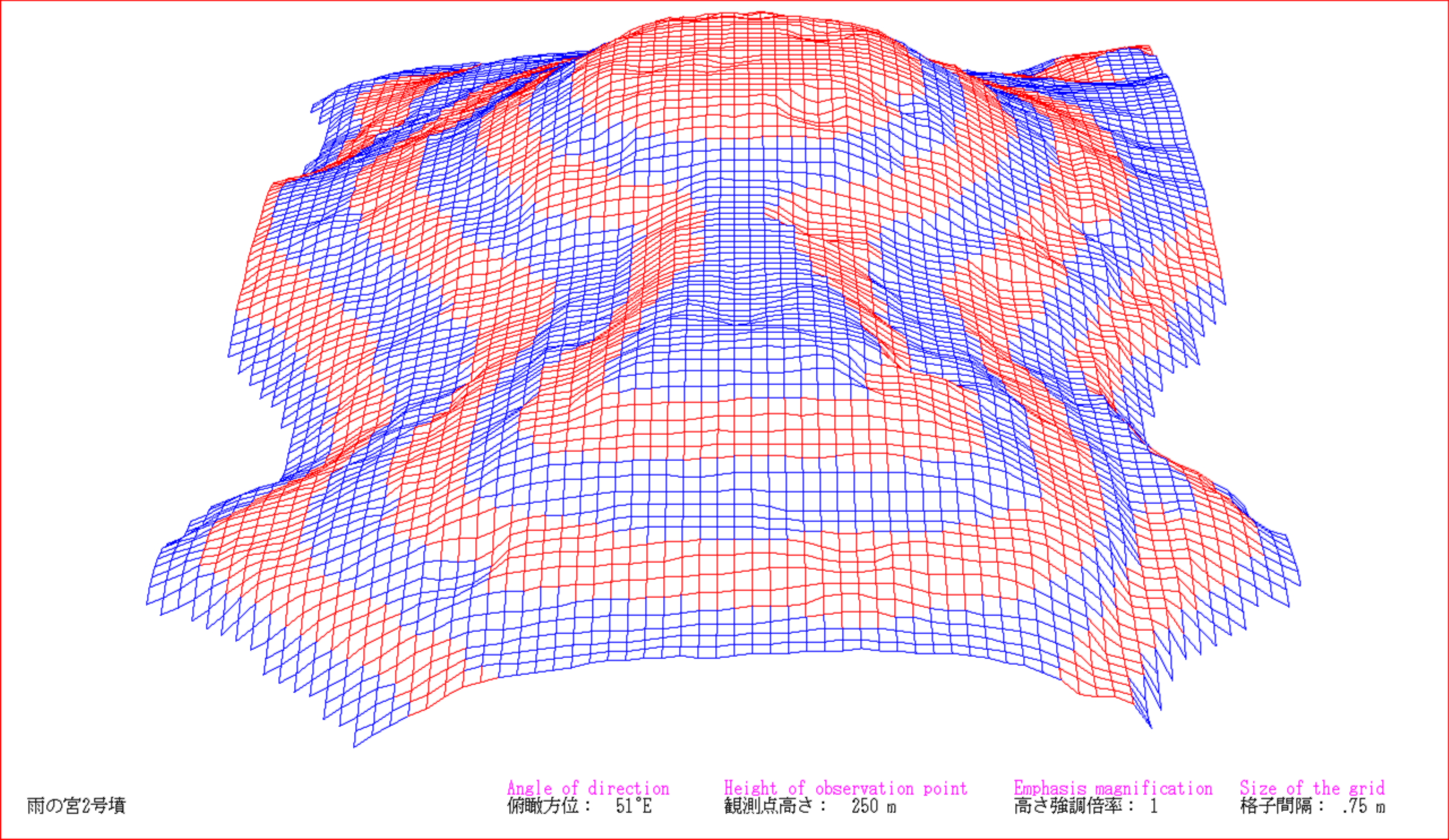
3DCGで描画。前方部方向から見る
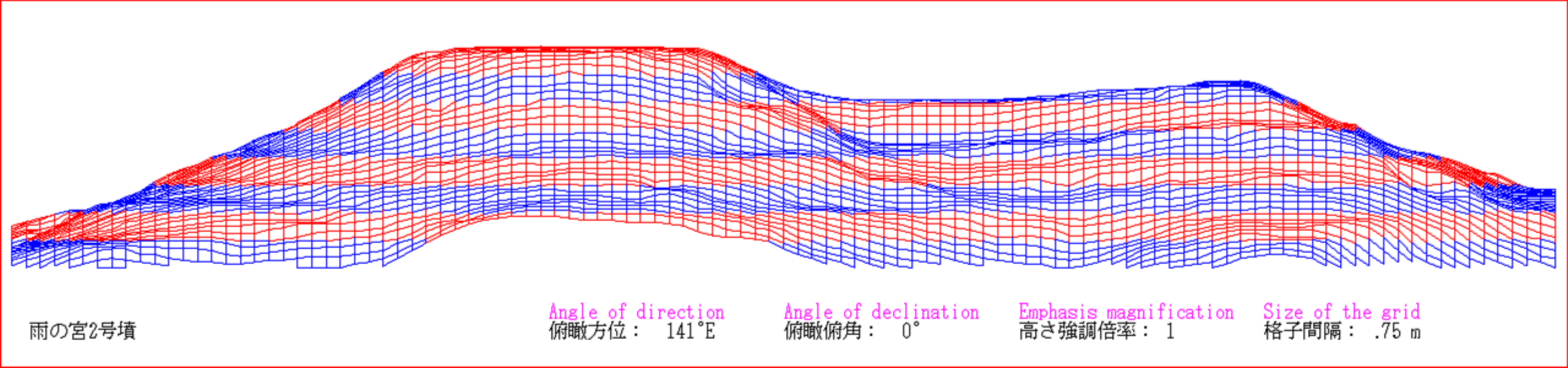
3DCGで描画。真横から見る

### 3号墳

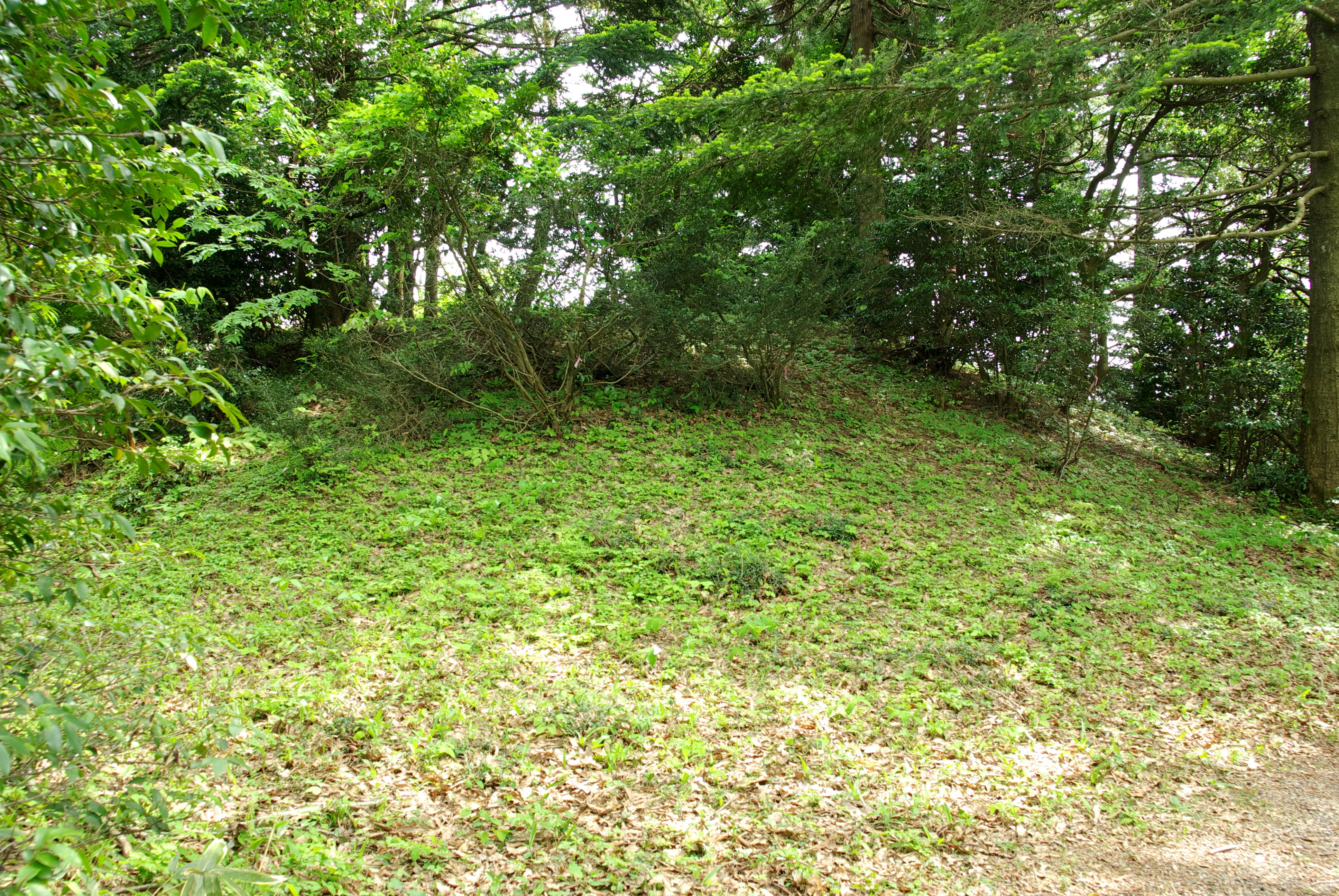
3号墳。2010年。

1号墳から南に「新通谷内」と呼ばれる狭小な支尾根が分岐し平野側に下降する。3号墳はこの尾根上に分布する古墳中で最大規模の円墳。尾根が小頂部を作って急降下する尾根筋上の最適所を占める。かつて墳頂部に愛宕神の社祠があったと伝えられているが、墳丘の崩れはほとんどなく、整美な半截円錐形を呈する。裾部に地山を削平したテラス面がめぐる。葺石・埴輪等の確認なし。

### 5・6・7号墳

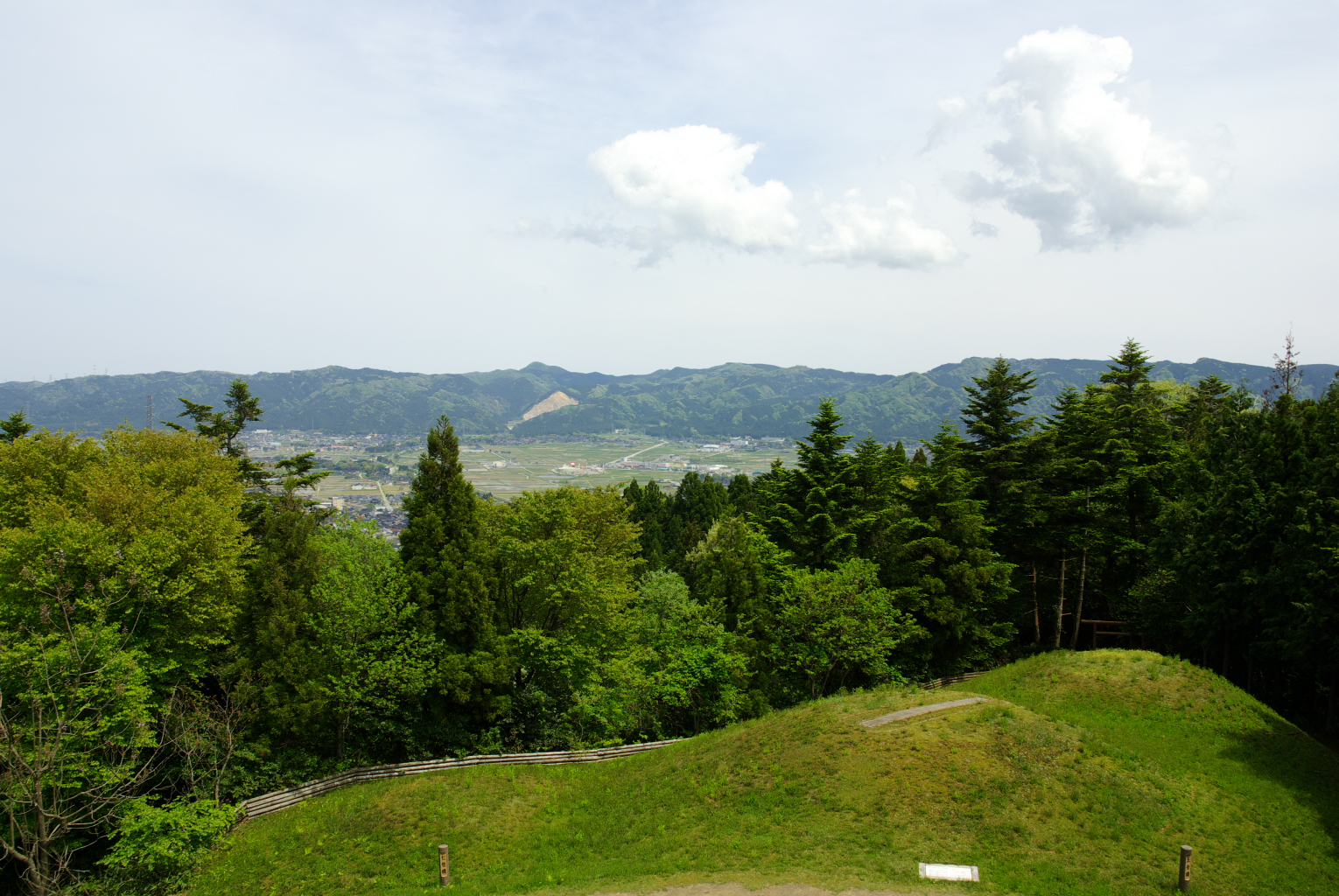
2号墳から見た7・5・6号墳（左より）と邑知潟地溝帯

1990年代に発掘調査を実施。2号墳の東の墳裾に互いに寄り添うように位置する。2号墳→7号墳→5号墳→6号墳の順に築造。（トレンチ発掘による互いの層序から判明)

#### 5号墳
尾根を削り出し、一部に盛土を施して築造。
埋葬施設は木棺直葬を想定。墳丘中央に位置し、長さ5メートル、幅1.5メートル。南北方向に軸を持つ。
遺物の出土なし。

#### 6号墳
尾根を削り出し、一部に盛土を施して築造。墳頂部平坦面直径6メートル。
埋葬施設は木棺直葬を想定。墳丘中央に位置し、長さ4メートル、幅2.3メートル。N50°W方向に軸を持つ。
遺物の出土なし。

#### 7号墳
尾根を削り出し、盛土を施して築造するが、5・6号墳より盛土が多い。墳丘は西～北～東のみを整形し、5号墳側の整形を省略。墳頂部平坦面直径5メートル。
埋葬施設は木棺直葬を想定。墳丘中央に位置し、長さ不明（倒木原因と考えられる攪乱穴のため）、幅1.5メートル。N50°W方向に軸を持つ。棺は割竹形木棺とみられ、棺の幅50センチメートル。
遺物の出土なし。

### 17号墳

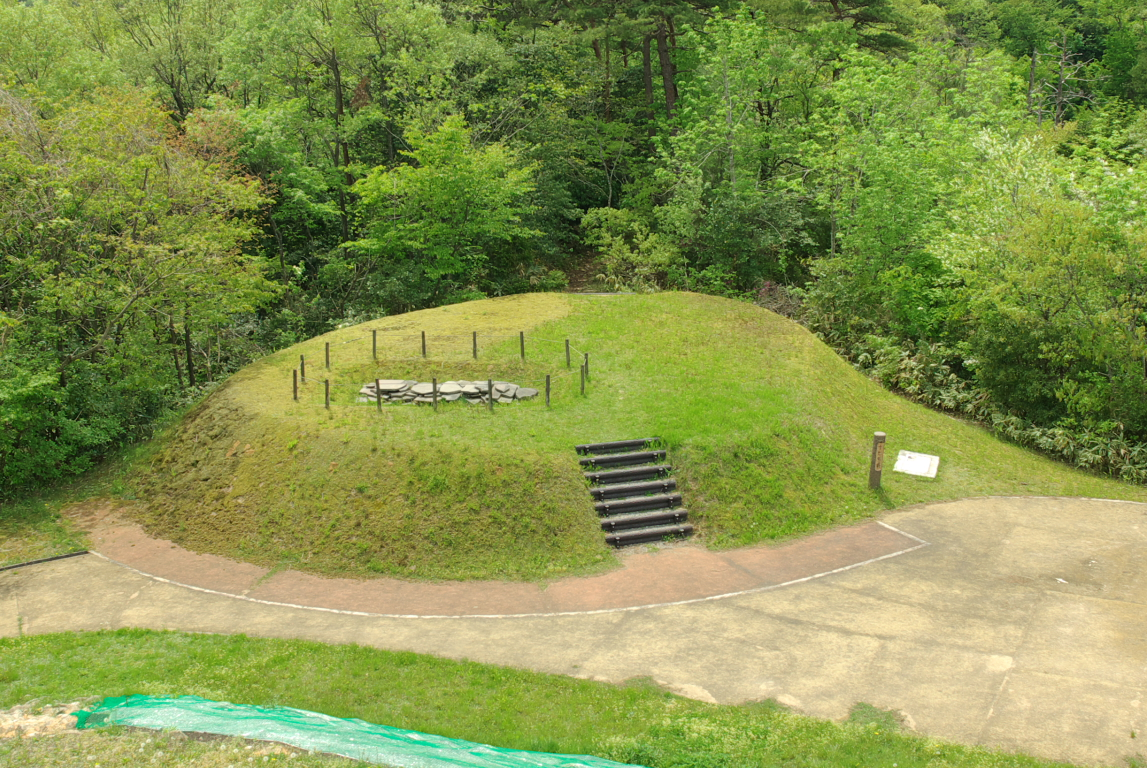
1号墳からみた雨の宮17号墳。2010年。

1990年代に発掘調査を実施。

#### 墳丘
1号墳から南西にのびる狭い尾根上に立地。現況標高は180.75メートル。墳形はいびつな円形で、墳頂部平坦面は広かったらしい。赤浦砂の地山（明黄褐色砂質土）を削り出し、盛土（花崗岩の風化礫が混入する黄褐色粘質土、しまり強い）を行うことで墳丘を築成。墳丘の東側・南西側で、尾根筋をカットした周溝を検出。幅1.1-2.2メートル、深さ0.4-0.8メートル。この周溝は墳丘を全周していない。
葺石・段築の確認なし。

#### 埋葬施設
竪穴式石室を確認。墳丘の中心から離れた位置にある。内部は未調査。なお墳丘中心に方形の土坑を検出したが、性格は不明。

#### 築造年代
1号墳に先行して築造（周溝の土層堆積状況から）。時期が判別できる出土遺物なし。

### R36号墳
中能登町・旧鹿西町が36号墳とする古墳。
1990年代に発掘調査を実施。
尾根の按部に立地。盛土をわずかに認める。段築・葺石の確認なし。周溝は判然としない。集石・列石あり。
埋葬施設は木棺と考えられるが、形状不明。
出土遺物は、鉄製品と管玉・勾玉・臼玉。
年代は、古墳時代中期中葉前後（玉類の材質が粘板岩・石灰岩であることから）。
古墳ではなく、何らかの祭祀遺跡の可能性もある。

## 雨の宮1・2号墳を取り巻く歴史的環境

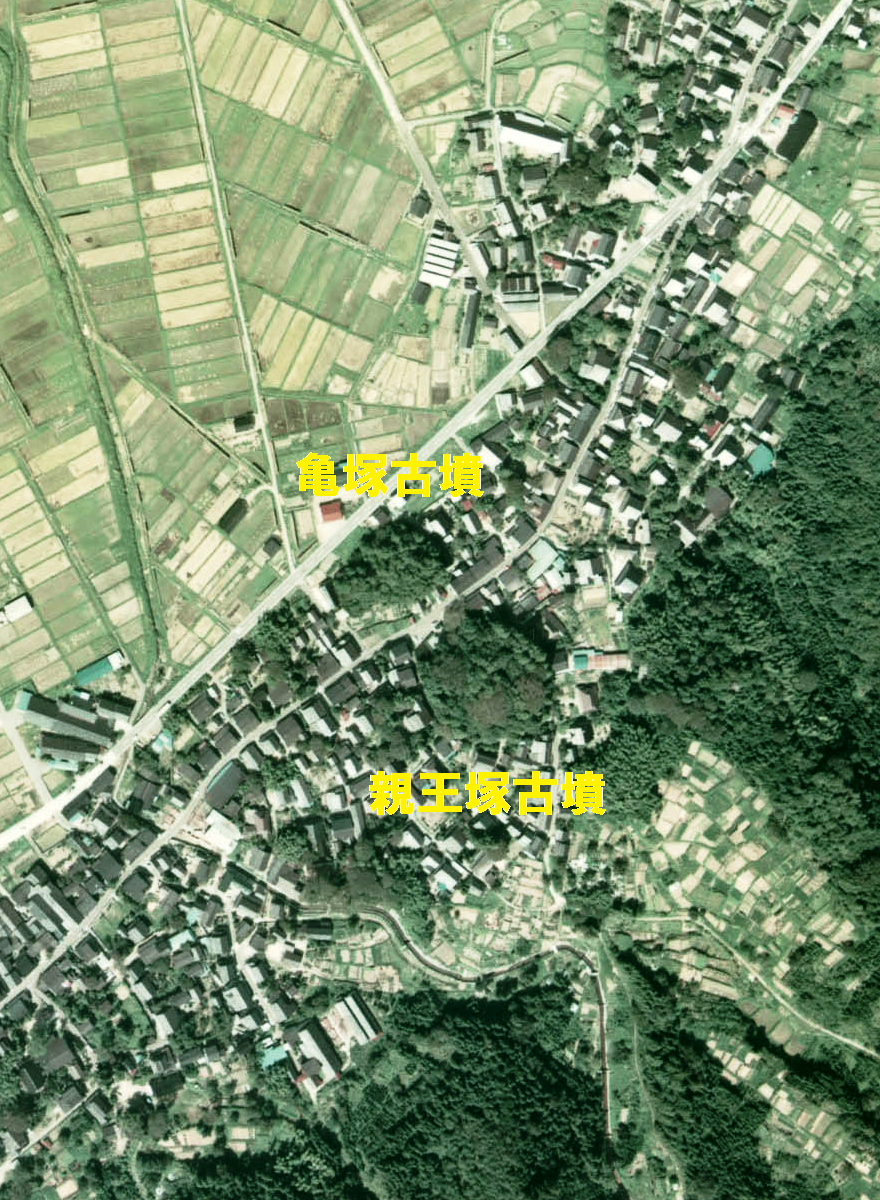
小田中にある親王塚古墳（円墳）、亀塚古墳（前方後方墳）（1975年）。

1号墳と2号墳とは墳形が前方後方墳と前方後円墳との違いはあるが、全長、墳頂平坦面、前方部平坦面、段築の位置、前方部の開きなど類似性が強く、同じ設計規格よるものと考えられている。
また2号墳は、畿内の大型古墳である奈良市佐紀石塚山古墳との間に1:3、奈良市五社神古墳との間に1:4といった整数比で相似関係がある可能性が指摘されている。
また2号墳は、同じ能登の古墳でも、七尾市温井15号墳（6世紀初頭）との間に、年代を越えて4:1の相似関係がある可能性が指摘されている。
一方、邑知潟地溝帯を挟んで、雨の宮古墳群と対峙する位置にある中能登町小田中の親王塚古墳（径67mの円墳）、亀塚古墳（全長61mの前方後方墳）は、雨の宮1・2号墳と築造時期が近いと考えられること、同じく円系と方系の古墳が対になった構成であることから、古くより比較検討の対象とされている。

## 雨の宮古墳公園

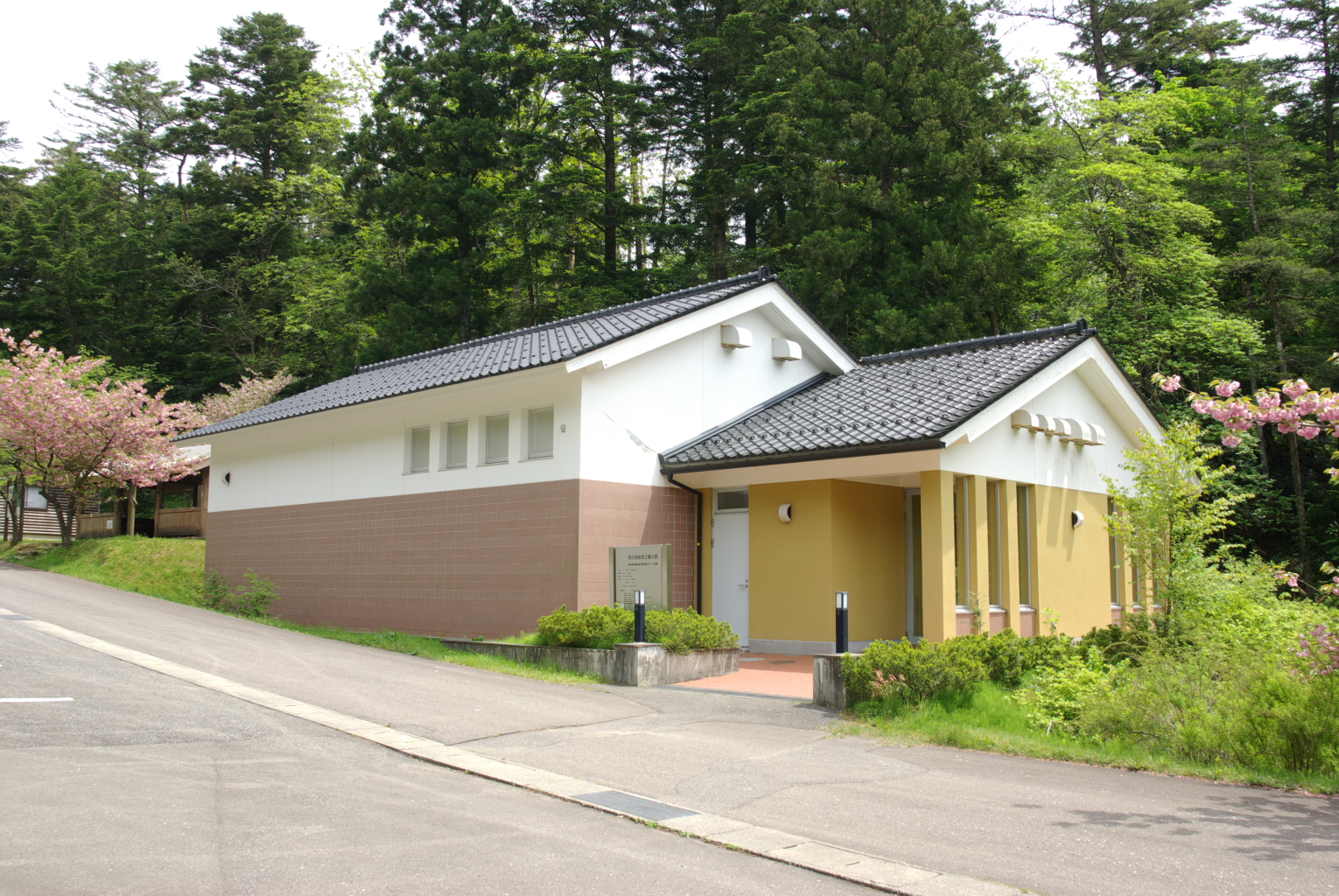
雨の宮能登王墓の館

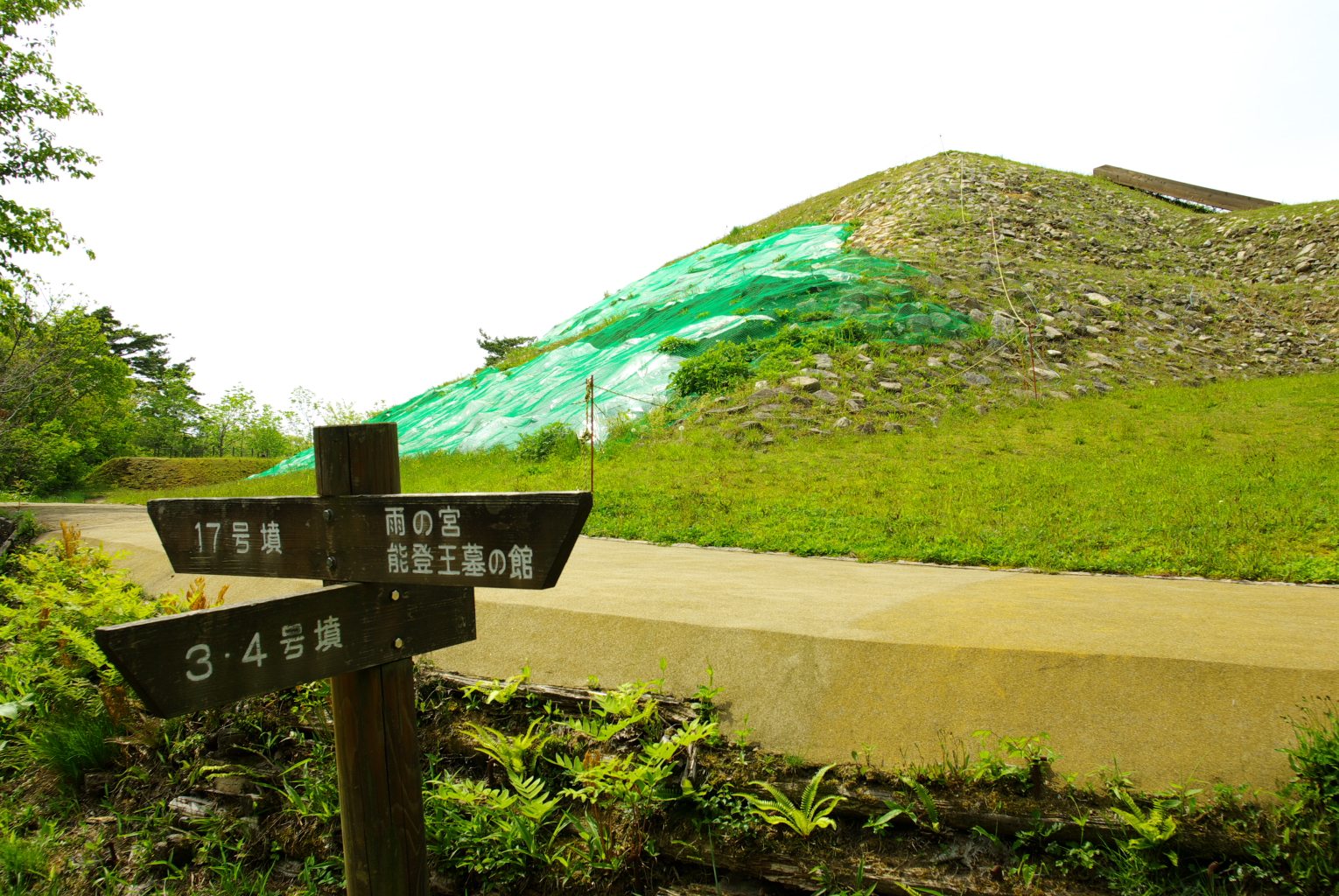
公園内に設置された道標と能登半島地震で崩落した1号墳葺石。
2010年

1994年から文化庁の史跡等活用特別事業により、本格的整備を開始。主な内容は下記。
- 1号墳の全面葺石復元
- 2・5・6・7・17・R35・R36号墳の緑地化
- 展示館「雨の宮能登王墓の館」
  - 1号墳出土品展示
  - 1号墳粘土槨の実物大模型展示
  - 雨の宮古墳群紹介パネル展示
- グリーン広場・バーベキュー施設
- 駐車場

1号墳は築造当時の墳丘の高さを再現するため、発掘調査前の地表面に盛土を施した。そのままでは墳頂部にある三角点標石が埋まってしまうため、標石に筒状の覆いをかぶせて対策している。　

## 調査と整備小史
- 1928年　雨の宮1・2号墳を「瓢塚」として紹介[22]
- 1936年　雨の宮1・2号墳を、2号墳の略測図とともに紹介[1]
- 1958年　大塚初重・橋本澄夫両氏が雨の宮1・2号墳を訪れ、1号墳が前方後方墳となる可能性を確認する
- 1959年　明治大学考古学研究室による1・2号墳の測量（等高線間隔1m）実施[23]
- 1969年　1-5号墳が石川県指定史跡となる
- 1976年　雨の宮林道開通
- 1977年　分布調査により雨の宮古墳群として計31基を確認[4]
- 1982年　1-31号墳が国の史跡となる
- 1985年　分布調査により雨の宮古墳群として計39基を確認[3]
- 1990年　鹿西町が雨の宮古墳群整備基本構想を作成
- 1991年　台風第19号により古墳群内で一部倒木発生
- 1991年　主要部の空中写真測量
- 1992～1996年　発掘調査
- 1994年～　雨の宮古墳公園として公園整備化
- 1998年　「雨の宮能登王墓の館」竣工
- 2007年　能登半島地震で1号墳の葺石の一部が崩落
- 2024年　能登半島地震で１号墳をはじめとした墳丘の各所に地割れが発生[24]

## 古墳群を舞台にした賛銘
雷ヶ峰の雌雄神亀（2号墳・1号墳）について、文政19乙亥年、甲陽鷺山逸士露曉によって奉られたとする下記の賛銘が残る。
滋歳夏詣於當社矣、承神之年譜而奉兩韻

　　銘

規涯幾重濛々矣　觀得能州美景窮　欝樹棊々呑蒼穹

江河洋々滞霰虹　四望一低入雨宮　八堤千里出雲中

聳兮有相對二峰　宛乎似神龜雌雄　孤雲雨脚東北間

峨眉太白西南工　石動峻嶺仰于東　金丸鮮湖俯南瞳

西海遥濶鎭釣翁　北濱空望愛天童　中央有名普洽瀧

上極徳露穪雷峰　美女櫻上以柄桐　鼈上杉頭專老松

天宮所杜靉紫紅　地上祥福持白忠　一國靈民祈雨蹤

徃昔龍燈化神通　雨降感華輔淸公　普洽美談止祭兮

古城荒壘数峰重　新阡昌陷一二充　長素注不断神凡

能海逸關誓所宗　神慮會同總不空　和樂蓬莱萬年豐

　維時文政第十九乙亥年夏

　　　　　　　　　　　　　甲陽鷺山逸士露曉

## 文化財

### 重要文化財（国指定）
- 石川県雨の宮一号墳出土品 一括（考古資料） - 明細は以下。ふるさと創修館保管。2008年（平成20年）7月10日指定[25]。
  - 神獣鏡 1面
  - 金属製品 165点
  - 碧玉製品 34点
  - （附指定）
    - 漆製品残欠 一括
    - 土器残欠 一括

### 国の史跡
- 雨の宮古墳群 - 1982年（昭和57年）10月12日指定[26]。

### 石川県指定文化財
- 有形文化財
  - 雨の宮古墳群出土品  35点（考古資料） - ふるさと創修館保管。2006年（平成18年）4月7日指定[27]。

## 交通アクセス
- JR西日本七尾線 能登部駅からタクシーで15分（長谷内林道または雨の宮林道経由）